# Let Yourself Go (chanson de Green Day)
Pour les articles homonymes, voir Let Yourself Go.
Singles de Green Day
Kill the DJ
(2012) Stray Heart
(2012)
Let Yourself Go  est une chanson du groupe de punk rock américain Green Day. Elle est sortie le 5 septembre 2012 en tant que troisième single extrait de ¡Uno!, le neuvième album studio du groupe.